# Don Knotts
Jesse Donald "Don" Knotts (Morgantown, 21 de Julho de 1924 - Los Angeles, 24 de Fevereiro de 2006) foi um ator e humorista estadunidense. Personalidade de sucesso na televisão dos Estados Unidos ao interpretar Barney Fife na série humorística The Andy Griffith Show (1960-1968).

## Biografia
Knotts nasceu em Morgantown, West Virginia, filho de William Jesse Knotts e sua ex-esposa, Elsie L. Moore. Antepassados paternos de Knotts emigraram da Inglaterra para a América do Norte no século XVII, inicialmente fixando-se no Condado de Queen Anne, Maryland. O pai de Knotts era agricultor, mas sofreu um colapso nervoso e perdeu sua terra. Desolado com a esquizofrenia e alcoolismo, morreu quando Knotts tinha treze anos de idade. Knotts e seus dois irmãos foram criados pela mãe, que dirigia uma casa de embarque em Morgantown.
Uma lenda urbana diz que Knotts serviu na Marinha dos Estados Unidos durante a Segunda Guerra Mundial, servindo como um instrutor de broca em Parris Island. Na realidade, Knotts se alistou no Exército dos Estados Unidos depois de se formar Morgantown High School.

## Morte
Don Knotts morreu em 2006, no hospital Cedars-Sinai Medical Center em Los Angeles, Califórnia, de complicações pulmonares e respiratórias relacionadas ao câncer de pulmão. Ele havia sido submetido ao tratamento no hospital Cedars-Sinai Medical Center, meses antes de sua morte, mas tinha ido para casa depois que ele supostamente estava se sentindo melhor. O seu amigo de longa data, Andy Griffith, visitou Knotts poucas horas antes de sua morte. A esposa de Knotts e a filha ficaram com ele até ele morrer. Foi sepultado no Westwood Village Memorial Park Cemetery em Los Angeles.
O obituário de Knotts citou como uma grande influência sobre outros artistas. O músico e fã DJ Wilkes disse dele: "Só um gênio como Knotts poderia fazer uma ansiedade-ridden, passivo-agressivo como o personagem Napoleão Fife, amigo de boas-vindas a cada semana. Sem a sua contribuição incrível para a televisão não teria sido nenhum outro citação over-the-top, a autodepreciativo atua como Conan O'Brien e Chris Farley."
Sua estátua fica em sua cidade natal, em um parque que leva seu nome.

## Filmografia
A seguir estão as listas de atuação de Don Knotts.

### Filmes
| Ano  | Título                                              |
| ---- | --------------------------------------------------- |
| 1958 | No Time for Sergeants                               |
| 1960 | Wake Me When It's Over                              |
| 1961 | The Last Time I Saw Archie                          |
| 1963 | It's a Mad, Mad, Mad, Mad World                     |
| 1963 | Move Over, Darling                                  |
| 1964 | The Incredible Mr. Limpet                           |
| 1966 | The Ghost and Mr. Chicken                           |
| 1967 | The Reluctant Astronaut                             |
| 1968 | The Shakiest Gun in the West                        |
| 1969 | The Love God?                                       |
| 1971 | How to Frame a Figg                                 |
| 1975 | The Apple Dumpling Gang                             |
| 1976 | No Deposit, No Return                               |
| 1976 | Gus                                                 |
| 1977 | Herbie Goes to Monte Carlo                          |
| 1978 | Hot Lead and Cold Feet                              |
| 1978 | Mule Feathers                                       |
| 1979 | The Apple Dumpling Gang Rides Again                 |
| 1979 | The Prize Fighter                                   |
| 1980 | The Private Eyes                                    |
| 1984 | Cannonball Run II                                   |
| 1987 | Pinocchio and the Emperor of the Night              |
| 1991 | Timmy's Gift: A Precious Moments Christmas          |
| 1996 | Big Bully                                           |
| 1997 | Cats Don't Dance                                    |
| 1998 | Pleasantville                                       |
| 1999 | Tom Sawyer                                          |
| 2004 | Hermie & Friends: Flo the Lyin' Fly                 |
| 2004 | Hermie & Friends: Webster the Scaredy Spider        |
| 2005 | Hermie & Friends: Buzby, the Misbehaving Bee        |
| 2005 | Hermie & Friends: A Fruitcake Christmas             |
| 2005 | Chicken Little                                      |
| 2006 | Hermie & Friends: Stanely the Stinkbug Goes to Camp |
| 2006 | Hermie & Friends: To Share or Nut to Share          |
| 2006 | Air Buddies                                         |

### Televisão
| Ano       | Título                                           | Notas |
| --------- | ------------------------------------------------ | --- |
| 1953–55   | Search for Tomorrow                              | |
| 1957–1960 | The Steve Allen Plymouth Show                    | 108 episódios |
| 1958      | The Bob Cummings Show                            | "Bob and Schultzy at Sea" |
| 1958      | I've Got a Secret                                | "09.03.1958" |
| 1960      | The Many Loves of Dobie Gillis                   | "Rock-A-Bye Dobie" |
| 1960–68   | The Andy Griffith Show                           | series regular (162 episódios) |
| 1961–65   | The Red Skelton Show                             | 4 episódios |
| 1962–64   | The Garry Moore Show                             | 4 episódios |
| 1963      | The Jerry Lewis Show                             | "#1.7" |
| 1963–67   | The Andy Williams Show                           | 2 episódios |
| 1964      | The Joey Bishop Show                             | "Joey's Hideaway Cabin" |
| 1964      | The Red Skelton Show                             | "How Are Things in Glocca Moron?" |
| 1964–1970 | The Hollywood Palace                             | 4 episódios |
| 1964–1974 | The Tonight Show Starring Johnny Carson          | 5 episódios |
| 1966      | McHale's Navy                                    | "Little Red Riding Doctor" |
| 1966      | American Bandstand                               | "#9.30" |
| 1967      | Bob Hope Presents the Chrysler Theatre           | "The Reason Nobody Hardly Ever Seen a Fat Outlaw in the Old West Is as Follows"                                                             |
| 1967      | The Don Knotts Special                           | Especial para TV |
| 1968      | Mayberry R.F.D.                                  | "Andy and Helen Get Married" |
| 1968      | The Smothers Brothers Comedy Hour                | "#2.22" |
| 1969      | The Andy Williams Show                           | "#1.5" |
| 1970      | The Bill Cosby Show                              | "Swann's Way" |
| 1970      | The Ray Stevens Show                             | "#1.2" |
| 1970–71   | The Don Knotts Show                              | 22 episódios |
| 1970–75   | The Bob Hope Show                                | 2 episódios |
| 1971      | The New Andy Griffith Show                       | "My Friend, the Mayor" |
| 1972      | The New Scooby-Doo Movies                        | 2 episódios |
| 1972      | The Man Who Came to Dinner                       | Filme para TV |
| 1972      | The Dick Cavett Show                             | "05.26.1972" |
| 1972–73   | The New Bill Cosby Show                          | 2 episódios |
| 1972–74   | The Merv Griffin Show                            | 2 episódios |
| 1973      | Here's Lucy                                      | "Lucy Goes on Her Last Blind Date" |
| 1973      | I Love a Mystery                                 | Filme para TV |
| 1974      | Wait Till Your Father Gets Home                  | "Don Knotts, the Beekeeper" |
| 1974      | The Girl with Something Extra                    | "The Not-So-Good Samaritan" |
| 1974–77   | Hollywood Squares                                | 4 episódios |
| 1975      | Harry and Maggie                                 | Filme para TV |
| 1975      | Laugh Back                                       | |
| 1975–76   | Dinah!                                           | 5 episódios |
| 1976      | Dean Martin Celebrity Roast: Danny Thomas        | Especial para TV |
| 1976–77   | The Sonny & Cher Comedy Hour                     | 5 episódios |
| 1976–77   | Donny & Marie                                    | 2 episódios |
| 1977      | The Muppet Show                                  | "Don Knotts" |
| 1978–79   | Fantasy Island                                   | 2 episódios |
| 1979      | The Muppets Go Hollywood                         | Especial para TV |
| 1979–1984 | Three's Company                                  | 115 episódios |
| 1979–1987 | The Love Boat                                    | 2 episódios |
| 1980      | The Tim Conway Show                              | 2 episódios |
| 1985      | Inspector Gadget                                 | "Ghost Catchers" |
| 1985      | George Burns Comedy Week                         | "Disaster at Buzz Creek" |
| 1986      | Return to Mayberry                               | Filme para TV |
| 1987      | What a Country!                                  | 11 episódios |
| 1987      | The Little Troll Prince                          | Filme para TV |
| 1988      | She's the Sheriff                                | "Hair" |
| 1988–1992 | Matlock                                          | 17 episódios |
| 1990      | Newhart                                          | "Seein' Double" |
| 1992      | Fish Police                                      | "The Two Girls" |
| 1993      | Garfield and Friends                             | 2 episódios |
| 1993      | Step by Step                                     | "Christmas Story" |
| 1993      | Andy Griffith Show Reunion                       | TV special |
| 1993      | Late Show with David Letterman                   | "09.23.1993" |
| 1994      | Burke's Law                                      | "Who Killed Good Time Charlie?" |
| 1998      | E! True Hollywood Story                          | "Three's Company" |
| 1999      | Jingle Bells                                     | Filme para TV |
| 1999      | Late Night with Conan O'Brien                    | "Lennox Lewis / Dave Chappelle / Don Knotts"                                                                                                |
| 1999–2002 | Biography                                        | 3 episódios — "Ron Howard: Hollywood's Favorite Son" (1999) — "Don Knotts: Nervous Laughter" (2000) — "John Ritter: In Good Company" (2002) |
| 2000      | Quints                                           | Filme para TV |
| 2002      | The Griffin and the Minor Canon                  | Filme para TV |
| 2003      | Hermie: A Common Caterpillar                     | Filme para TV |
| 2003      | 8 Simple Rules (to Dating My Teenage Daughter)   | "Come and Knock on Our Door" |
| 2003      | Odd Job Jack                                     | "American Wiener" |
| 2003      | The Andy Griffith Show Reunion: Back to Mayberry | Documentário |
| 2003      | Larry King Live                                  | "11.27.2003" |
| 2004      | Johnny Bravo                                     | 2 episódios |
| 2004      | Hermie & Friends                                 | Filme para TV |
| 2005      | That '70s Show                                   | "Stone Cold Crazy" |
| 2005      | Fatherhood                                       | 2 episódios |
| 2005      | Las Vegas                                        | "Hit Me!" |
| 2005      | Robot Chicken                                    | "Operation Rich in Spirit" |

### Vídeo games
| Ano  | Título                           | Personagem    | Notas |
| ---- | -------------------------------- | ------------- | ----- |
| 2002 | Scooby-Doo: Night of 100 Frights | Groundskeeper | Voz   |